# Castello di Wijchen

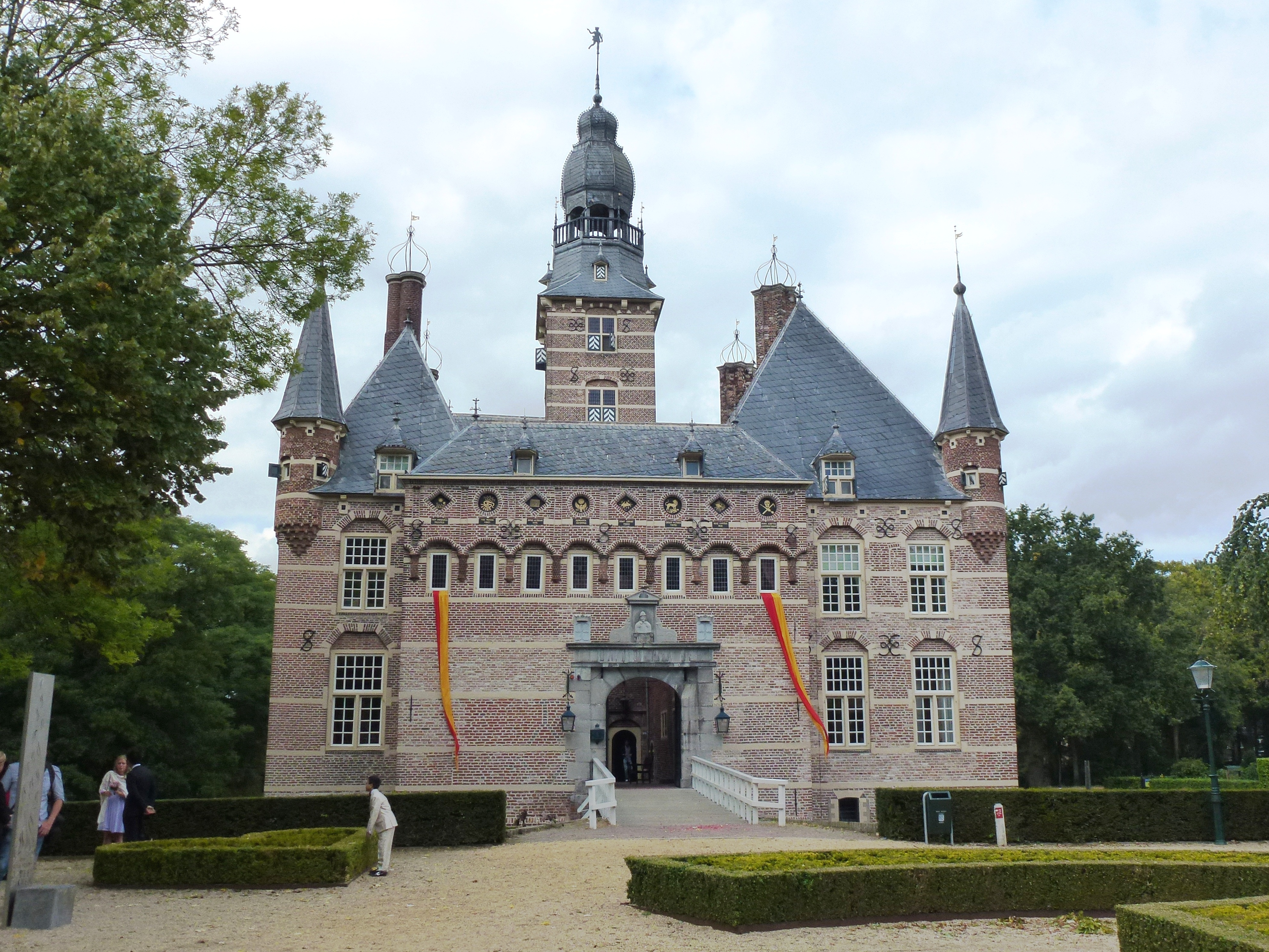
La facciata principale del castello di Wijchen

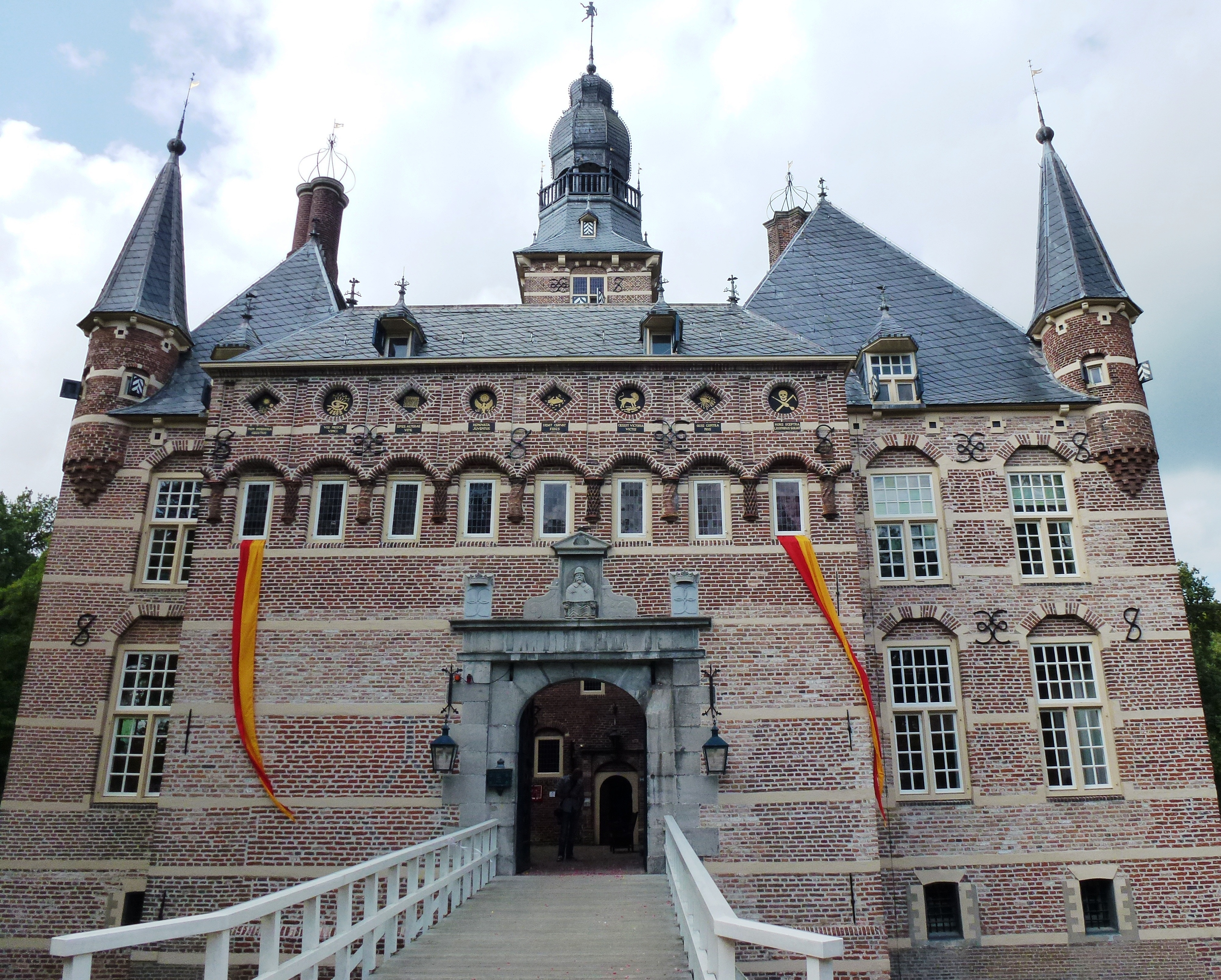
Ingresso del castello

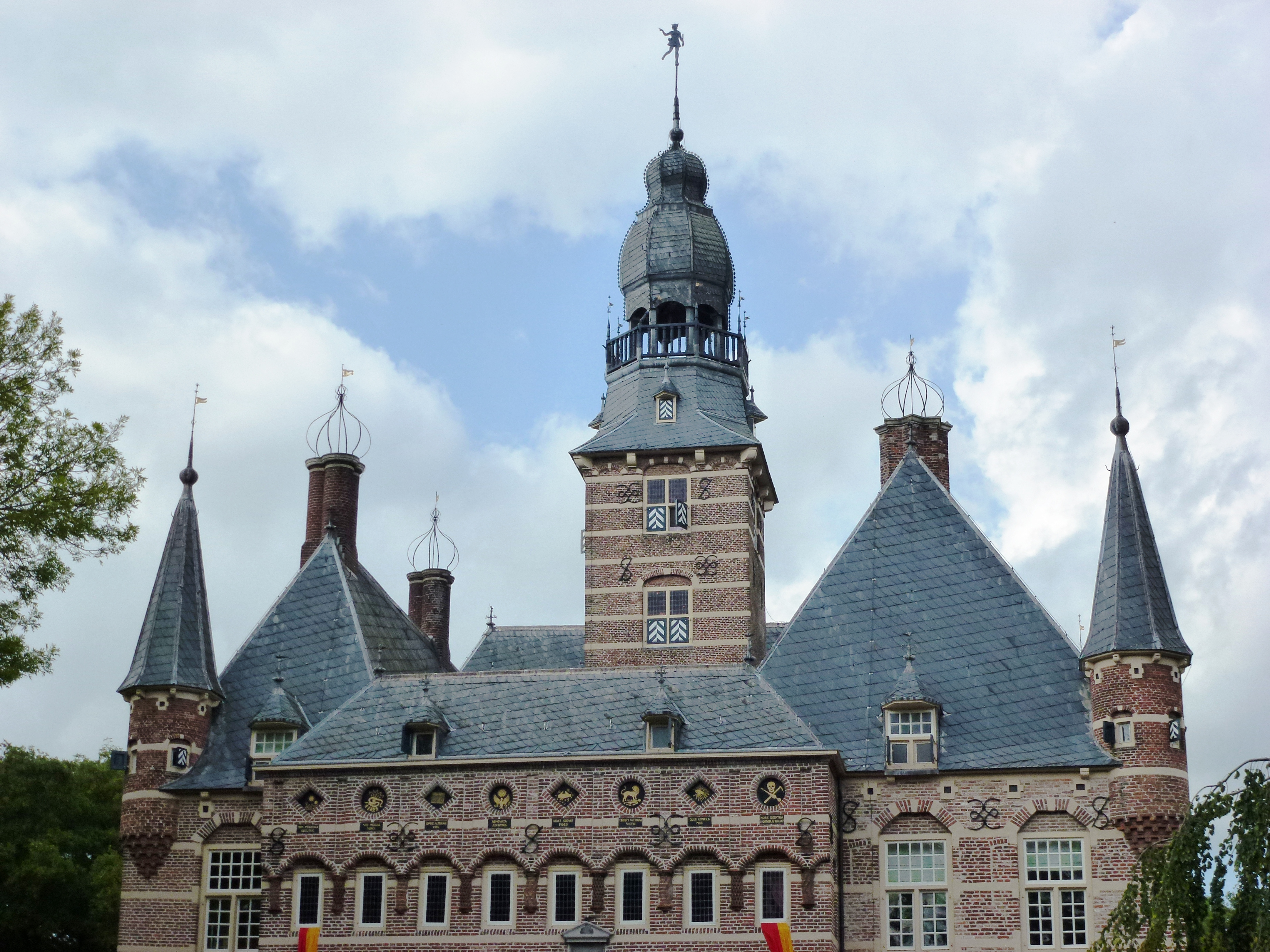
Torri del castello

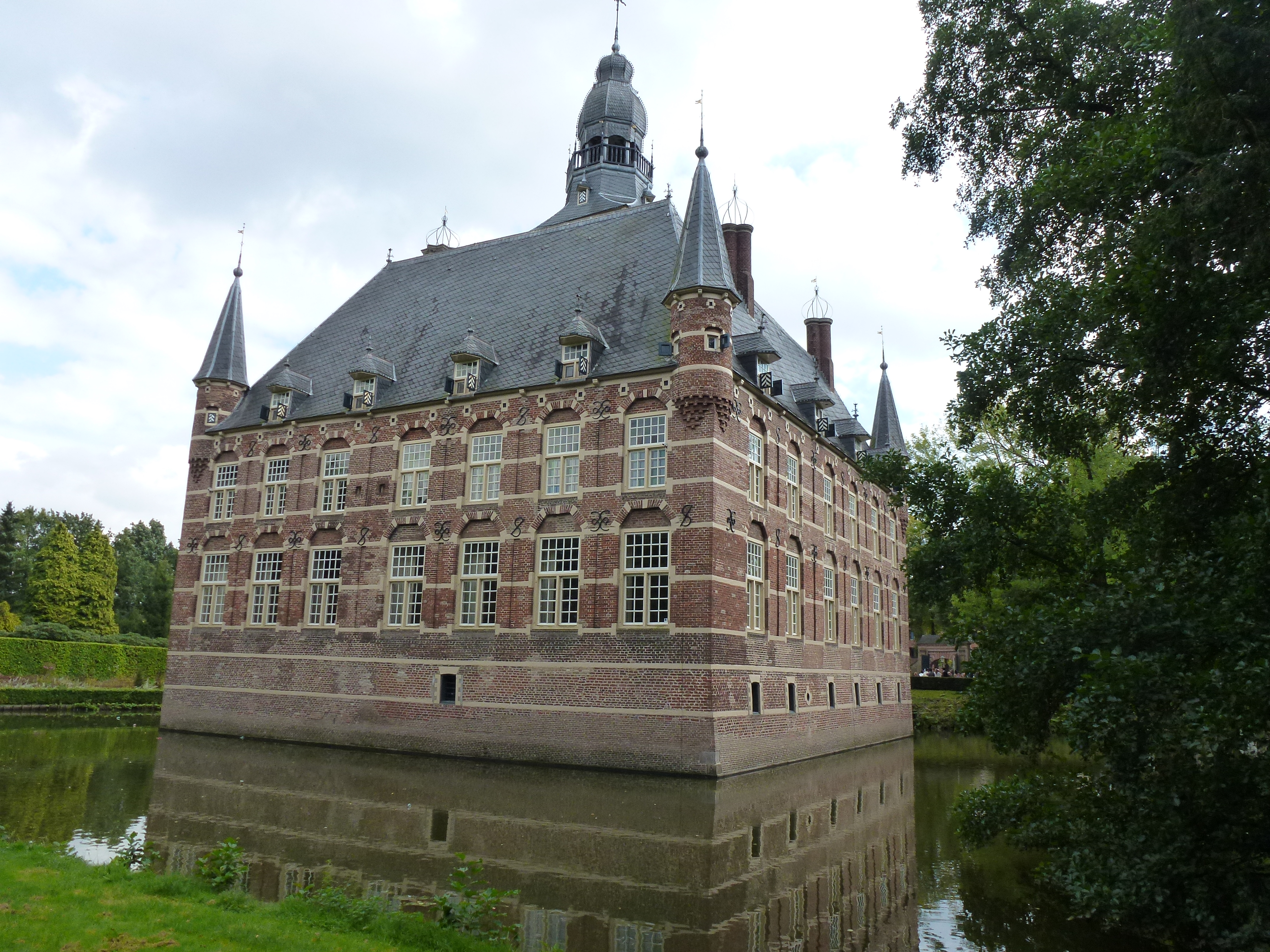
L'ala settentrionale del castello di Wijchen

Il castello di Wijchen (in olandese: Kasteel Wijchen o Kasteel van Wijchen) è un castello sull'acqua in stile rinascimentale della città olandese di Wijchen, nella provincia della Gheldria, costruito nella forma attuale tra il 1609 e il 1625 per volere di Emilia di Nassau sulle fondamenta di una preesistente fortezza medievale.
L'edificio, classificato come rijksmonument nr. 39629, è ora adibito a municipio e a museo.

## Storia
In origine si ergeva in loco una fortezza, menzionata per la prima volta nel 1392 e risalente probabilmente alla metà del XIV secolo o forse più antica. Nel corso dei secoli, la fortezza originaria fu di proprietà dei signori di Wijchen, delle famiglie Van Galen e, a partire, dal 1535, dei signori di Bronckhorst-Batenburg e fu usata fino al XVII secolo con funzioni difensive.
Nel 1609, il castello di Wijchen venne acquistato da Emilia di Nassau, figlia di Guglielmo I d'Orange e moglie di Emanuele del Portogallo, che fece demolire l'antica fortezza per far realizzare un nuovo edificio in stile rinascimentale. La costruzione dell'attuale edificio rinascimentale terminò intorno al 1625.
Alla morte di Emilia di Nassau, avvenuta nel 1629, il castello fu ceduto dai figli di quest'ultima a Filippo di Nassau, signore di Grimhuizen e divenne in seguito di proprietà di varie famiglie. Tra queste vi fu il casato di Osy, che acquisì l'edificio nel 1771.
Il castello di Wijchen rimase di proprietà del castello fino al 1903, quando gli ereditieri del barone J.J.R. d'Osy cedettero l'edificio a A.W. van Andringa de Kempenaer.
Nella notte tra il 5 e il 6 dicembre 1906, il castello fu gravemente danneggiato da un incendio. L'allora proprietario del castello, A.W. van Andringa de Kempenaer, era così propenso a demolire le parti restanti per costruirvi al loro posto una villa, ma venne fatto desistere da Victor de Stuers (1843–1916), influente sostenitore della conservazione storica, che caldeggiò un'opera di restauro del castello: l'opera di restauro, intrapresa sotto la direzione dell'architetto di Nimega Frank A. Ludewig, terminò nel 1908.
In seguito, a partire dal 1933, il castello di Wijchen venne adibito a sede del municipio.
Il castello di Wijchen fu inserito nell'elenco dei rijksmonumenten il 7 dicembre 1971.
A partire dal 1996, il piano superiore del castello fu adibito a museo.

## Descrizione
Sulle mura del castello sono incise due "E", iniziali dei costruttori del castello Emilia di Nassau e del suo consorte Emanuele del Portogallo.
Il museo del castello, ubicato, come detto al piano superiore, ospita una collezione riguardante l'archeologia e la storia della regione.